# Seznam hlav haitského státu
Tento seznam hlav haitského státu zahrnuje všechny jeho nejvyšší (ústavní) představitele od počátku Haitské revoluce v roce 1791, která vedla k zániku francouzské kolonie Saint-Domingue.
Oficiální nezávislost ostrov získal 1. ledna 1804. V letech 1806–1820 bylo Haiti rozděleno na severní a jižní část. V letech 1915 – 1934 bylo Haiti okupováno Spojenými státy.

## Seznam hlav haitského státu
| #  | Obrázek | Jméno                              | Počátek úřadu     | Konec úřadu        | Title(s) |
| -- | ------- | ---------------------------------- | ----------------- | ------------------ | --- |
|    |         | Toussaint Louverture               | 1. ledna 1791     | 6. května 1802     | Vůdce Haitské revoluce (1. leden 1791 – 6. květen 1802) Generální guvernér Haiti (7. červenec 1801 – 6. květen 1802) Poznámka: Generální guvernér celého ostrova Hispaniola                            |
|    |         | Jean-Jacques Dessalines/ Jacques I | 1. ledna 1804     | 17. listopadu 1806 | Generální guvernér Haiti (1. leden 1804 – 22. září 1804) Císař Haiti (22. září 1804 – 17. listopad 1806)                                                                                               |
|    |         | Henri Christophe/ Henri I          | 17. říjen 1806    | 8. říjen 1820      | Přechodný šéf Haitské vlády (17. říjen 1806 – 17. únor 1807) Prezident Haitského státu (17. únor 1807 – 28. březen 1811) Haitský král (28. březen 1811 – 8. října 1820) Poznámka: Vládl severu ostrova |
| 1  |         | Alexandre Pétion                   | 17. říjen 1806    | 29. březen 1818    | Prezident Poznámka: Vládl jihu ostrova |
| 2  |         | Jean Pierre Boyer                  | 30. březen 1818   | 13. únor 1843      | Prezident Poznámka: Vládl celému ostrovu Hispaniola od roku 1822 |
| 3  |         | Charles Rivière-Hérard             | 4. duben 1843     | 3. květen 1844     | Prezident |
| 4  |         | Philippe Guerrier                  | 3. květen 1844    | 15. duben 1845     | Prezident |
| 5  |         | Jean-Louis Pierrot                 | 16. duben 1845    | 24. duben 1846     | Prezident |
| 6  |         | Jean-Baptiste Riché                | 24. duben 1846    | 28. březen 1847    | Prezident |
| 7  |         | Faustin Soulouque/ Faustin I       | 2. březen 1847    | 22. leden 1859     | Prezident Haiti (2. březen 1847 – 26. srpen 1849) Haitský císař (26. srpen 1849 – 22. leden 1859) |
| 8  |         | Fabre Geffrard                     | 22. leden 1859    | 13. březen 1867    | Prezident |
|    |         | Nissage Saget                      | 20. březen 1867   | 2. květen 1867     | Dočasný prezident |
| 9  |         | Sylvain Salnave                    | 4. květen 1867    | 27. prosinec 1869  | Prezident |
| 10 |         | Nissage Saget                      | 27. prosinec 1869 | 13. květen 1874    | Prezident |
|    |         | Rada státních tajemníků            | 13. květen 1874   | 14. červen 1874    | Rada státních tajemníků |
| 11 |         | Michel Domingue                    | 14. červen 1874   | 15. duben 1876     | Prezident |
| 12 |         | Pierre Théoma Boisrond-Canal       | 23. duben 1876    | 17. červenec 1879  | Dočasný prezident (23. duben 1876 – 17. červen 1876) Prezident (17. červen 1876 – 17. červenec 1879)                                                                                                   |
|    |         | Joseph Lamothe                     | 26. červenec 1879 | 2. říjen 1879      | Dočasný prezident |
| 13 |         | Lysius Salomon                     | 2. říjen 1879     | 10. srpen 1888     | Prezident |
|    |         | Pierre Théoma Boisrond-Canal       | 10. srpen 1888    | 16. říjen 1888     | Dočasný prezident |
| 14 |         | François Denys Légitime            | 16. říjen 1888    | 23. srpen 1889     | Prezident |
|    |         | Monpoint Jeune                     | 23. srpen 1889    | 17. říjen 1889     | Dočasný prezident |
| 15 |         | Florvil Hyppolite                  | 17. říjen 1889    | 24. březen 1896    | Prezident |
| 16 |         | Tirésias Simon Sam                 | 31. březen 1896   | 12. květen 1902    | Prezident |
|    |         | Pierre Théoma Boisrond-Canal       | 26. květen 1902   | 17. prosinec 1902  | Dočasný prezident |
| 17 |         | Pierre Nord Alexis                 | 21. prosinec 1902 | 2. prosinec 1908   | Prezident |
| 18 |         | François C. Antoine Simon          | 6. prosinec 1908  | 3. srpen 1911      | Prezident |
| 19 |         | Cincinnatus Leconte                | 15. srpen 1911    | 8. srpen 1912      | Prezident Poznámka: Pra-pravnuk Jean-Jacquese Dessalinese (Haitského císaře 1804–1806) |
| 20 |         | Tancrède Auguste                   | 8. srpen 1912     | 2. květen 1913     | Prezident |
| 21 |         | Michel Oreste                      | 12. květen 1913   | 27. leden 1914     | Prezident |
| 22 |         | Oreste Zamor                       | 8. únor 1914      | 29. říjen 1914     | Prezident |
| 23 |         | Joseph Davilmar Théodore           | 7. listopad 1914  | 22. únor 1915      | Prezident |
| 24 |         | Vilbrun Guillaume Sam              | 25. únor 1915     | 28. červenec 1915  | Prezident Poznámka: Syn Tirésiase Simona Sama (Prezidenta Haiti 1896–1902) |
| 25 |         | Philippe Sudré Dartiguenave        | 12. srpen 1915    | 15. květen 1922    | Prezident Poznámka: Sloužil pod okupací Spojených států |
| 26 |         | Louis Borno                        | 15. květen 1922   | 15. květen 1930    | Prezident Poznámka: Sloužil pod okupací Spojených států |
| 27 |         | Louis Eugène Roy                   | 15. květen 1930   | 18. listopad 1930  | Prezident Poznámka: Sloužil pod okupací Spojených států |
| 28 |         | Sténio Vincent                     | 18. listopad 1930 | 15. květen 1941    | Prezident Poznámka: Sloužil pod okupací Spojených států do roku 1934 |
| 29 |         | Élie Lescot                        | 15. květen 1941   | 11. leden 1946     | Prezident |
|    |         | Franck Lavaud                      | 11. leden 1946    | 16. srpen 1946     | Předseda vojenského výkonného výboru |
| 30 |         | Dumarsais Estimé                   | 16. srpen 1946    | 10. květen 1950    | Prezident |
|    |         | Franck Lavaud                      | 10. květen 1950   | 6. prosinec 1950   | Předseda vojenské junty |
| 31 |         | Paul Magloire                      | 6. prosinec 1950  | 12. prosinec 1956  | Prezident |
|    |         | Joseph Nemours Pierre-Louis        | 12. prosinec 1956 | 3. únor 1957       | Dočasný prezident |
|    |         | Franck Sylvain                     | 7. únor 1957      | 2. duben 1957      | Dočasný prezident |
|    |         | Výkonná vládní rada                | 2. duben 1957     | 25. květen 1957    | Výkonný vládní koncil |
|    |         | Daniel Fignolé                     | 25. květen 1957   | 14. červen 1957    | Dočasný prezident |
|    |         | Antonio Thrasybule Kebreau         | 14. červen 1957   | 22. říjen 1957     | Předseda vojenské rady |
| 32 |         | François Duvalier                  | 22. říjen 1957    | 21. duben 1971     | Prezident (22. říjen 1957 – 22 červen 1964) Doživotní prezident (22. červen 1964 – 21. duben 1971) |
| 33 |         | Jean-Claude Duvalier               | 21. duben 1971    | 7. únor 1986       | Doživotní prezident |
| 34 |         | Henri Namphy                       | 7. únor 1986      | 7. únor 1988       | Prezident |
| 35 |         | Leslie Manigat                     | 7. únor 1988      | 20. červen 1988    | Prezident |
| 36 |         | Henri Namphy                       | 20. červen 1988   | 17. září 1988      | Prezident |
| 37 |         | Prosper Avril                      | 17. září 1988     | 10. duben 1990     | Prezident |
|    |         | Hérard Abraham                     | 10. duben 1990    | 13. duben 1990     | Zastupující prezident |
|    |         | Ertha Pascal-Trouillot             | 13. duben 1990    | 7. únor 1991       | Zastupující prezident |
| 38 |         | Jean-Bertrand Aristide             | 7. únor 1991      | 30. září 1991      | Prezident |
|    |         | Raoul Cédras                       | 30. září 1991     | 8. říjen 1991      | Zastupující prezident Poznámka: Vůdce vojenské junty od 1991 do 12. října 1994 |
|    |         | Joseph Nérette                     | 8. říjen 1991     | 19. červen 1992    | Dočasný prezident |
|    |         | Marc Louis Bazin                   | 19. červen 1992   | 15. červen 1993    | Zastupující prezident |
| 39 |         | Jean-Bertrand Aristide             | 15. červen 1993   | 12. květen 1994    | Prezident Poznámka: V exilu, ale na Haiti uznáván |
|    |         | Émile Jonassaint                   | 12. květen 1994   | 12. říjen 1994     | Dočasný prezident |
| 40 |         | Jean-Bertrand Aristide             | 12. říjen 1994    | 7. únor 1996       | Prezident |
| 41 |         | René Préval                        | 7. únor 1996      | 7. únor 2001       | Prezident |
| 42 |         | Jean-Bertrand Aristide             | 7. únor 2001      | 29. únor 2004      | Prezident |
|    |         | Boniface Alexandre                 | 29. únor 2004     | 14, květen 2006    | Dočasný prezident |
| 43 |         | René Préval                        | 14. květen 2006   | 14. květen 2011    | Prezident |
| 44 |         | Michel Martelly                    | 14. květen 2011   | 7. únor 2016       | Prezident |
|    |         | Evans Paul                         | 7. únor 2016      | 14. únor 2016      | Zastupující prezident |
|    |         | Jocelerme Privert                  | 14. únor 2016     | 7. únor 2017       | Dočasný prezident |
| 45 |         | Jovenel Moïse                      | 7. únor 2017      | 7. července 2021   | Prezident; zavražděn v úřadu |
|    |         | Claude Joseph                      | 7. července 2021  | 20. června 2021    | Zastupující prezident |
|    |         | Ariel Henry                        | 20. června 2021   | 24. dubna 2024     | Zastupující prezident |
|    |         | Michel Patrick Boisvert            | 24. dubna 2024    | 25. dubna 2024     | Zastupující prezident |
|    |         | Přechodná prezidentská rada        | 25. dubna 2024    | 30. dubna 2024     | |
|    |         | Edgard Leblanc Fils                | 30. dubna 2024    |                    | Zastupující prezident |